# Tengelic
Tengelic is een plaats (község) en gemeente in het Hongaarse comitaat Tolna. Tengelic telt 2478 inwoners (2001).